# لیگ قهرمانان آسیا ۲۰۰۴
لیگ قهرمانان آسیا ۲۰۰۴ بیست و سومین دورهٔ مسابقات باشگاهی قهرمانی آسیا و دومین دوره تحت عنوان لیگ قهرمانان آسیا که توسط کنفدراسیون فوتبال آسیا برگزار شد. تیم الاتحاد با غلبه بر تیم سئونگنام ایلهوا چونما در فینال مسابقات برای اولین بار قهرمان این دوره از رقابت‌ها شد.
العین مدافع عنوان قهرمانی بود، اما در یک‌چهارم نهایی توسط چونبوک هیوندای موتورز حذف شد.

## فرمت

### مرحله گروهی
در مجموع ۲۸ باشگاه بر اساس منطقه به هفت گروه چهار تیمی تقسیم شدند، یعنی باشگاه‌های شرق آسیا و جنوب شرقی آسیا در گروه‌های E تا G قرعه‌کشی شدند، در حالی که بقیه در گروه‌های A تا D گروه‌بندی شدند. هر باشگاه به صورت رفت و برگشت در مقابل سه عضو دیگر گروه بازی کرد، در مجموع شش بازی برای هر باشگاه. باشگاه‌ها برای هر برد سه امتیاز، برای هر تساوی یک امتیاز و برای هر باخت صفر امتیاز دریافت کردند. باشگاه‌ها بر اساس امتیاز رتبه‌بندی شدند و جدول امتیازات به ترتیب زیر بود:
1. امتیازات در مسابقات رو در رو بین تیم‌های مساوی؛
2. تفاضل گل در مسابقات رو در رو بین تیم‌های مساوی؛
3. گل‌های زده شده در مسابقات رو در رو بین تیم‌های مساوی؛
4. تفاضل گل در تمام مسابقات گروهی؛
5. گل‌های زده شده در تمام مسابقات گروهی؛

هفت تیم صدرنشین گروه‌ها به همراه مدافع عنوان قهرمانی (العین) به مرحله یک‌چهارم نهایی راه یافتند.

### مرحله حذفی
برای مرحله حذفی، قرعه‌کشی آزاد برگزار شد؛ تیم‌های همگروه یا هم‌کشور نمی‌توانستند با یکدیگر روبرو شوند. هر مسابقه به صورت رفت و برگشت برگزار می‌شود. در صورت لزوم، از قانون گل زده در خانه حریف، وقت اضافه و ضربات پنالتی برای تعیین برنده استفاده شد.

## تیم‌ها
برای امسال این رقابت‌ها به باشگاه‌هایی از کشورهایی که در سند «ویژن آسیا» محمد بن همام، رئیس ای‌اف‌سی، «بالغ» تلقی می‌شدند، محدود شد و باشگاه‌هایی از کشورهای «در حال توسعه» وارد ای‌اف‌سی کاپ تازه تأسیس شدند و کشورهای «نوظهور» از سال ۲۰۰۵ به بعد وارد جام پرزیدنت آسیا شدند.
| کشورهای بالغ - بحرین - چین - اندونزی - ایران - عراق - ژاپن - کویت - قطر - عربستان سعودی - کرهٔ جنوبی - تایلند - امارات متحدهٔ عربی - ازبکستان - ویتنام | کشورهای درحال توسعه - بنگلادش - هنگ کنگ - هند - اردن - لبنان - مالزی - مالدیو - برمه - کرهٔ شمالی - عمان - سنگاپور - سوریه - ترکمنستان - یمن | کشورهای نوظهور - افغانستان - بوتان - برونئی - کامبوج - تیمور شرقی - گوآم - قرقیزستان - لائوس - ماکائو - مغولستان - نپال - پاکستان - فلسطین - فیلیپین - سری‌لانکا - جمهوری چین - تاجیکستان |

### تیم‌های راه یافته
| منطقه غرب     | منطقه غرب                                              | منطقه شرق             | منطقه شرق                              |
| یک‌چهارم نهایی | یک‌چهارم نهایی                                          | یک‌چهارم نهایی         | یک‌چهارم نهایی                          |
| تیم           | نحوه راه‌یابی                                           | تیم                   | نحوه راه‌یابی                           |
| ------------- | ------------------------------------------------------ | --------------------- | -------------------------------------- |
| العین         | قهرمان لیگ قهرمانان آسیا ۰۳–۲۰۰۲                       |                       |                                        |
| مرحله گروهی   |                                                        |                       |                                        |
| تیم           | نحوه راه‌یابی                                           | تیم                   | نحوه راه‌یابی                           |
| الرفاع        | قهرمان لیگ برتر بحرین ۰۳–۲۰۰۲                          | شانگهای شنهوا         | قهرمان لیگ جیا-ای چین ۲۰۰۳             |
| الاهلی        | قهرمان جام پادشاهی ۲۰۰۳                                | دالیان شیده           | قهرمان لیگ جیا-ای چین ۲۰۰۲             |
| سپاهان        | قهرمان لیگ برتر فوتبال ایران ۸۲–۱۳۸۱                   | پرسیک کدیری           | قهرمان دسته برتر لیگ اندونزی ۲۰۰۳      |
| ذوب آهن       | قهرمان جام حذفی فوتبال ایران ۸۲–۱۳۸۱                   | پی‌اس‌ام ماکاسار        | نایب قهرمان دسته برتر لیگ اندونزی ۲۰۰۳ |
| الشرطه        | انتخاب شده توسط فدراسیون فوتبال عراق[نکته عراق]        | یوکوهاما اف مارینوس   | قهرمان سطح یک جی‌لیگ ۲۰۰۳               |
| نیروی هوایی   | انتخاب شده توسط فدراسیون فوتبال عراق[نکته عراق]        | جوبیلو ایواتا         | قهرمان جام امپراتوری ۲۰۰۳              |
| القادسیه      | قهرمان لیگ برتر کویت ۰۳–۲۰۰۲ قهرمان جام امیر کویت ۲۰۰۳ | سئونگنام ایلهوا چونما | قهرمان کی‌لیگ ۲۰۰۳                      |
| العربی        | نایب قهرمان لیگ برتر کویت ۰۳–۲۰۰۲                      | چونبوک هیوندای موتورز | قهرمان جام حذفی کره ۲۰۰۳               |
| القطر         | قهرمان لیگ ستارگان قطر ۰۳–۲۰۰۲                         | کرانگ تای بانک        | قهرمان تای‌لیگ ۰۳–۲۰۰۲                  |
| السد          | قهرمان جام امیر قطر ۰۳–۲۰۰۲                            | بی‌ای‌سی ترو ساسانا     | نایب قهرمان تای‌لیگ ۰۳–۲۰۰۲             |
| الاتحاد       | قهرمان لیگ برتر سعودی ۰۳–۲۰۰۲                          | هوانگ آن گیا لای      | قهرمان وی‌لیگ ۲۰۰۳                      |
| الهلال        | قهرمان جام ولیعهد سعودی ۲۰۰۳                           | بین دین               | قهرمان جام حذفی ویتنام ۲۰۰۳            |
| الوحده        | نایب قهرمان لیگ فوتبال امارات ۰۳–۲۰۰۲[نکته ا.م.ع.]     |                       |                                        |
| الشارجه       | قهرمان جام رئیس دولت امارات ۰۳–۲۰۰۲                    |                       |                                        |
| پاختاکور      | قهرمان لیگ ازبک ۲۰۰۳ قهرمان جام حذفی ازبکستان ۲۰۰۳     |                       |                                        |
| نفتچی فرغانه  | نایب قهرمان لیگ ازبک ۲۰۰۳                              |                       |                                        |

نکات
1. ^ عراق: لیگ دسته اول عراق در فصل ۰۳–۲۰۰۲ در ۲۸ مارس ۲۰۰۳ در نتیجه حمله آمریکا به عراق و سرنگونی دولت صدام حسین متوقف شد که منجر به تشکیل کمیته جدید اتحادیه فوتبال عراق شد. در زمان شروع جنگ، تیم‌های الشرطه و نجف به ترتیب اول و دوم بودند و به همین دلیل برای نمایندگی عراق در لیگ قهرمانان آسیا انتخاب شدند. با این حال، فدراسیون فوتبال عراق بعداً تشخیص داد که نجف آماده شرکت در این مسابقات نیست و بنابراین جای خود را به تیم نیروی هوایی داد که در زمان لغو مسابقات در رتبه پنجم قرار داشت و دومین تیم برتر جدول بود که هنوز در هیچ رقابت قاره‌ای یا منطقه‌ای پذیرفته نشده بود.
2. ^ امارات متحده عربی: از آنجایی که العین، قهرمان لیگ فوتبال امارات ۰۳–۲۰۰۲، به عنوان مدافع عنوان قهرمانی به لیگ قهرمانان آسیا راه یافت، جایگاهی که برای قهرمان لیگ فوتبال امارات رزرو شده بود به نایب قهرمان لیگ منتقل شد.

## مرحله گروهی

### گروه A
| رتبه | تیم      | بازی | برد | مساوی | باخت | گل زده | گل خورده | گل تفاضل | امتیاز | صلاحیت             |     | PAK   | ZOB | QAT   | RIF   |
| ---- | -------- | ---- | --- | ----- | ---- | ------ | -------- | -------- | ------ | ------------------ | --- | ----- | --- | ----- | ----- |
| ۱    | پاختاکور | ۴    | ۲   | ۱     | ۱    | ۳      | ۱        | ۲+       | ۷      | صعود به مرحله حذفی |     | —     | 2–0 | 1–0   | Canc. |
| ۲    | ذوب آهن  | ۴    | ۱   | ۲     | ۱    | ۴      | ۵        | ۱−       | ۵      |                    |     | 1–0   | —   | 3–3   | Canc. |
| ۳    | القطر    | ۴    | ۰   | ۳     | ۱    | ۳      | ۴        | ۱−       | ۳      |                    | 0–0 | 0–0   | —   | 2–0   |       |
| ۴    | الرفاع   | ۰    | ۰   | ۰     | ۰    | ۰      | ۰        | ۰        | ۰      |                    |     | Canc. | 0–0 | Canc. | —     |

1. ↑  الرفاع یک هفته قبل از بازی مقابل پاختاکور، به دلیل نگرانی‌های امنیتی از بازی انصراف داد. نتایج قبلی آنها باطل و به مدت دو سال از حضور در مسابقات ای‌اف‌سی محروم شدند.

- ذوب آهن ۱–۰ پاختاکور
- القطر ۲–۰ الرفاع (حساب نشد)
- پاختاکور ۱–۰ القطر
- الرفاع ۰–۰ ذوب آهن (حساب نشد)
- ذوب آهن ۳–۳ القطر
- القطر ۰–۰ ذوب آهن
- پاختاکور ۲–۰ ذوب آهن
- القطر ۰–۰ پاختاکور

### گروه B
| رتبه | تیم         | بازی | برد | مساوی | باخت | گل زده | گل خورده | گل تفاضل | امتیاز | صلاحیت             |     | WAH | SAD | QWJ | QAD   |
| ---- | ----------- | ---- | --- | ----- | ---- | ------ | -------- | -------- | ------ | ------------------ | --- | --- | --- | --- | ----- |
| ۱    | الوحده      | ۴    | ۱   | ۳     | ۰    | ۳      | ۰        | ۳+       | ۶      | صعود به مرحله حذفی |     | —   | 0–0 | 3–0 | Canc. |
| ۲    | السد        | ۴    | ۱   | ۲     | ۱    | ۱      | ۱        | ۰        | ۵      |                    |     | 0–0 | —   | 1–0 | 0–1   |
| ۳    | نیروی هوایی | ۴    | ۱   | ۱     | ۲    | ۱      | ۴        | ۳−       | ۴      |                    | 0–0 | 1–0 | —   | 0–1 |       |
| ۴    | القادسیه    | ۰    | ۰   | ۰     | ۰    | ۰      | ۰        | ۰        | ۰      |                    |     | 1–3 | 0–0 | 1–0 | —     |

1. ↑  در ۲۰ آوریل، پس از مسابقه بین القادسیه و السد، ماموران امنیتی کویت به بازیکنان تیم میهمان حمله کردند؛ متعاقباً القادسیه از این رقابت‌ها اخراج و به مدت سه سال از حضور در مسابقات ای‌اف‌سی محروم شد.

- نیروی هوایی ۰–۱ القادسیه (حساب نشد)
- الوحده ۰–۰ السد
- السد ۱–۰ نیروی هوایی
- القادسیه ۱–۳ الوحده (حساب نشد)
- الوحده ۳–۰ نیروی هوایی
- السد ۰–۱ القادسیه (حساب نشد)
- نیروی هوایی ۰–۰ الوحده
- القادسیه ۰–۰ السد (حساب نشد)
- السد ۰–۰ الوحده
- القادسیه ۱–۰ نیروی هوایی (حساب نشد)
- نیروی هوایی ۱–۰ السد

### گروه C
| رتبه | تیم     | بازی | برد | مساوی | باخت | گل زده | گل خورده | گل تفاضل | امتیاز | صلاحیت             |     | SHA   | HIL   | SHR   | AHL   |
| ---- | ------- | ---- | --- | ----- | ---- | ------ | -------- | -------- | ------ | ------------------ | --- | ----- | ----- | ----- | ----- |
| ۱    | الشارجه | ۴    | ۳   | ۱     | ۰    | ۱۰     | ۴        | ۶+       | ۱۰     | صعود به مرحله حذفی |     | —     | 5–2   | 2–0   | Canc. |
| ۲    | الهلال  | ۴    | ۲   | ۱     | ۱    | ۶      | ۶        | ۰        | ۷      |                    |     | 0–0   | —     | 2–0   | Canc. |
| ۳    | الشرطه  | ۴    | ۰   | ۰     | ۴    | ۳      | ۹        | ۶−       | ۰      |                    | 2–3 | 1–2   | —     | Canc. |       |
| ۴    | الاهلی  | ۰    | ۰   | ۰     | ۰    | ۰      | ۰        | ۰        | ۰      |                    |     | Canc. | Canc. | Canc. | —     |

1. ↑  الاهلی در حالی از این رقابت‌ها کناره‌گیری کرد که فدراسیون فوتبال بحرین هفت بازیکن این تیم را برای مسابقات انتخابی جام جهانی و المپیک به تیم ملی و تیم‌های المپیک فراخوانده بود.[۱]

- الشارجه ۲–۰ الشرطه
- الهلال ۰–۰ الشارجه
- الشرطه ۱–۲ الهلال
- الهلال ۲–۰ الشرطه
- الشرطه ۲–۳ الشارجه
- الشارجه ۵–۲ الهلال

### گروه D
| رتبه | تیم          | بازی | برد | مساوی | باخت | گل زده | گل خورده | گل تفاضل | امتیاز | صلاحیت             |     | ITJ | SEP | ARB | NEF |
| ---- | ------------ | ---- | --- | ----- | ---- | ------ | -------- | -------- | ------ | ------------------ | --- | --- | --- | --- | --- |
| ۱    | الاتحاد      | ۶    | ۴   | ۱     | ۱    | ۱۴     | ۴        | ۱۰+      | ۱۳     | صعود به مرحله حذفی |     | —   | 4–0 | 2–0 | 3–0 |
| ۲    | سپاهان       | ۶    | ۴   | ۱     | ۱    | ۱۵     | ۱۰       | ۵+       | ۱۳     |                    |     | 3–2 | —   | 3–1 | 4–0 |
| ۳    | العربی       | ۶    | ۲   | ۲     | ۲    | ۸      | ۱۰       | ۲−       | ۸      |                    | 0–0 | 2–2 | —   | 3–2 |     |
| ۴    | نفتچی فرغانه | ۶    | ۰   | ۰     | ۶    | ۵      | ۱۸       | ۱۳−      | ۰      |                    | 1–3 | 1–3 | 1–2 | —   |     |

1. 1 2  امتیاز مساوی در بازی‌های رو در رو (۳). تفاضل گل رو در رو: الاتحاد ۳+، سپاهان ۳–.

- سپاهان ۴–۰ نفتچی فرغانه
- الاتحاد ۲–۰ العربی
- نفتچی فرغانه ۱–۳ الاتحاد
- العربی ۲–۲ سپاهان
- سپاهان ۳–۲ الاتحاد
- الاتحاد ۴–۰ سپاهان
- العربی ۳–۲ نفتچی فرغانه
- نفتچی فرغانه ۱–۴ سپاهان
- العربی ۰–۰ الاتحاد
- سپاهان ۳–۱ العربی
- الاتحاد ۳–۰ نفتچی فرغانه
- نفتچی فرغانه ۱–۲ العربی

### گروه E
| رتبه | تیم                   | بازی | برد | مساوی | باخت | گل زده | گل خورده | گل تفاضل | امتیاز | صلاحیت             |     | JHM | JUB | SHA | BEC |
| ---- | --------------------- | ---- | --- | ----- | ---- | ------ | -------- | -------- | ------ | ------------------ | --- | --- | --- | --- | --- |
| ۱    | چونبوک هیوندای موتورز | ۶    | ۴   | ۰     | ۲    | ۱۴     | ۵        | ۹+       | ۱۲     | صعود به مرحله حذفی |     | —   | 1–2 | 0–1 | 4–0 |
| ۲    | جوبیلو ایواتا         | ۶    | ۴   | ۰     | ۲    | ۱۴     | ۱۱       | ۳+       | ۱۲     |                    |     | 2–4 | —   | 2–1 | 3–0 |
| ۳    | شانگهای شنهوا         | ۶    | ۳   | ۰     | ۳    | ۷      | ۹        | ۲−       | ۹      |                    | 0–1 | 3–2 | —   | 1–0 |     |
| ۴    | بی‌ای‌سی ترو ساسانا     | ۶    | ۱   | ۰     | ۵    | ۶      | ۱۶       | ۱۰−      | ۳      |                    | 0–4 | 2–3 | 4–1 | —   |     |

1. 1 2  امتیاز مساوی در بازی‌های رو در رو (۳). تفاضل گل رو در رو: چونبوک هیوندای موتورز ۱+، جوبیلو ایواتا ۱–.

- چونبوک هیوندای موتورز ۱–۲ جوبیلو ایواتا
- بی‌ای‌سی ترو ساسانا ۴–۱ شانگهای شنهوا
- جوبیلو ایواتا ۳–۰ بی‌ای‌سی ترو ساسانا
- شانگهای شنهوا ۰–۱ چونبوک هیوندای موتورز
- جوبیلو ایواتا ۲–۱ شانگهای شنهوا
- چونبوک هیوندای موتورز ۴–۰ بی‌ای‌سی ترو ساسانا
- بی‌ای‌سی ترو ساسانا ۰–۴ چونبوک هیوندای موتورز
- شانگهای شنهوا ۳–۲ جوبیلو ایواتا
- شانگهای شنهوا ۱–۰ بی‌ای‌سی ترو ساسانا
- جوبیلو ایواتا ۲–۴ چونبوک هیوندای موتورز
- بی‌ای‌سی ترو ساسانا ۲–۳ جوبیلو ایواتا
- چونبوک هیوندای موتورز ۰–۱ شانگهای شنهوا

### گروه F
| رتبه | تیم              | بازی | برد | مساوی | باخت | گل زده | گل خورده | گل تفاضل | امتیاز | صلاحیت             |     | DLS | KTB | HAG | PSM |
| ---- | ---------------- | ---- | --- | ----- | ---- | ------ | -------- | -------- | ------ | ------------------ | --- | --- | --- | --- | --- |
| ۱    | دالیان شیده      | ۶    | ۵   | ۰     | ۱    | ۱۱     | ۵        | ۶+       | ۱۵     | صعود به مرحله حذفی |     | —   | 3–1 | 2–0 | 2–1 |
| ۲    | کرانگ تای بانک   | ۶    | ۲   | ۱     | ۳    | ۸      | ۱۱       | ۳−       | ۷      |                    |     | 0–2 | —   | 2–2 | 1–2 |
| ۳    | هوانگ آن گیا لای | ۶    | ۲   | ۱     | ۳    | ۱۰     | ۱۰       | ۰        | ۷      |                    | 3–1 | 0–1 | —   | 5–1 |     |
| ۴    | پی‌اس‌ام ماکاسار   | ۶    | ۲   | ۰     | ۴    | ۹      | ۱۲       | ۳−       | ۶      |                    | 0–1 | 2–3 | 3–0 | —   |     |

1. 1 2  امتیازات رودررو: کرانگ تای بانک ۴، هوانگ آن گیا لای ۱.

- کرانگ تای بانک ۰–۲ دالیان شیده
- هوانگ آن گیا لای ۵–۱ پی‌اس‌ام ماکاسار
- دالیان شیده ۲–۰ هوانگ آن گیا لای
- پی‌اس‌ام ماکاسار ۲–۳ کرانگ تای بانک
- هوانگ آن گیا لای ۰–۱ کرانگ تای بانک
- پی‌اس‌ام ماکاسار ۰–۱ دالیان شیده
- کرانگ تای بانک ۲–۲ هوانگ آن گیا لای
- دالیان شیده ۲–۱ پی‌اس‌ام ماکاسار
- دالیان شیده ۳–۱ کرانگ تای بانک
- پی‌اس‌ام ماکاسار ۳–۰ هوانگ آن گیا لای
- هوانگ آن گیا لای ۳–۱ دالیان شیده
- کرانگ تای بانک ۱–۲ پی‌اس‌ام ماکاسار

### گروه G
| رتبه | تیم                   | بازی | برد | مساوی | باخت | گل زده | گل خورده | گل تفاضل | امتیاز | صلاحیت             |     | SEO | MAR | PSK  | BDN |
| ---- | --------------------- | ---- | --- | ----- | ---- | ------ | -------- | -------- | ------ | ------------------ | --- | --- | --- | ---- | --- |
| ۱    | سئونگنام ایلهوا چونما | ۶    | ۵   | ۰     | ۱    | ۲۴     | ۴        | ۲۰+      | ۱۵     | صعود به مرحله حذفی |     | —   | 0–1 | 15–0 | 2–0 |
| ۲    | یوکوهاما اف مارینوس   | ۶    | ۵   | ۰     | ۱    | ۱۹     | ۳        | ۱۶+      | ۱۵     |                    |     | 1–2 | —   | 4–0  | 6–0 |
| ۳    | پرسیک کدیری           | ۶    | ۱   | ۱     | ۴    | ۵      | ۲۷       | ۲۲−      | ۴      |                    | 1–2 | 1–4 | —   | 1–0  |     |
| ۴    | بین دین               | ۶    | ۰   | ۱     | ۵    | ۳      | ۱۷       | ۱۴−      | ۱      |                    | 1–3 | 0–3 | 2–2 | —    |     |

1. 1 2  تساوی در نتایج رو در رو. تفاضل گل کلی به عنوان معیار تساوی‌شکن استفاده شد.

- بین دین ۰–۳ یوکوهاما اف مارینوس
- پرسیک کدیری ۱–۲ سئونگنام ایلهوا چونما
- یوکوهاما اف مارینوس ۴–۰ پرسیک کدیری
- سئونگنام ایلهوا چونما ۲–۰ بین دین
- بین دین ۲–۲ پرسیک کدیری
- یوکوهاما اف مارینوس ۱–۲ سئونگنام ایلهوا چونما
- پرسیک کدیری ۱–۰ بین دین
- سئونگنام ایلهوا چونما ۰–۱ یوکوهاما اف مارینوس
- یوکوهاما اف مارینوس ۶–۰ بین دین
- سئونگنام ایلهوا چونما ۱۵–۰ پرسیک کدیری
- پرسیک کدیری ۱–۴ یوکوهاما اف مارینوس
- بین دین ۱–۳ سئونگنام ایلهوا چونما

## مرحله حذفی

### نمودار
|  | یک‌چهارم نهایی         | یک‌چهارم نهایی | یک‌چهارم نهایی         | یک‌چهارم نهایی |   |                       | نیمه نهایی | نیمه نهایی | نیمه نهایی | نیمه نهایی |  |  | فینال | فینال | فینال | فینال |  |
|  |                       |               |                       |               |   |                       |            |            |            |            |  |  |       |       |       |       |  |
|  | دالیان شیده           | ۱             | ۰                     | ۱             |   |                       |            |            |            |            |  |  |       |       |       |       |  |
|  | دالیان شیده           | ۱             | ۰                     | ۱             |   |                       |            |            |            |            |  |  |       |       |       |       |  |
|  | الاتحاد               | ۱             | ۱                     | ۲             |   |                       |            |            |            |            |  |  |       |       |       |       |  |
|  | الاتحاد               | ۱             | ۱                     | ۲             |   | االاتحاد              | ۲          | ۲          | ۴          |            |  |  |       |       |       |       |  |
|  |                       |               |                       |               |   | االاتحاد              | ۲          | ۲          | ۴          |            |  |  |       |       |       |       |  |
|  |                       |               | چونبوک هیوندای موتورز | ۱             | ۲ | ۳                     |            |            |            |            |  |  |       |       |       |       |  |
|  | العین                 | ۰             | چونبوک هیوندای موتورز | ۱             | ۲ | ۳                     | ۱          | ۱          |            |            |  |  |       |       |       |       |  |
|  | العین                 | ۰             |                       |               |   |                       |            |            |            |            |  |  |       |       |       |       |  |
|  | چونبوک هیوندای موتورز | ۱             | ۴                     | ۵             |   |                       |            |            |            |            |  |  |       |       |       |       |  |
|  | چونبوک هیوندای موتورز | ۱             | ۴                     | ۵             |   | الاتحاد               | ۱          | ۵          | ۶          |            |  |  |       |       |       |       |  |
|  |                       |               |                       |               |   |                       |            |            |            |            |  |  |       |       |       |       |  |
|  |                       |               | سئونگنام ایلهوا چونما | ۳             | ۰ | ۳                     |            |            |            |            |  |  |       |       |       |       |  |
|  | سئونگنام ایلهوا چونما | ۶             | سئونگنام ایلهوا چونما | ۳             | ۰ | ۳                     | ۵          | ۱۱         |            |            |  |  |       |       |       |       |  |
|  | سئونگنام ایلهوا چونما | ۶             |                       |               |   |                       |            |            |            |            |  |  |       |       |       |       |  |
|  | الشارجه               | ۰             | ۲                     | ۲             |   |                       |            |            |            |            |  |  |       |       |       |       |  |
|  | الشارجه               | ۰             | ۲                     | ۲             |   | سئونگنام ایلهوا چونما | ۰          | ۲          | ۲          |            |  |  |       |       |       |       |  |
|  |                       |               |                       |               |   | سئونگنام ایلهوا چونما | ۰          | ۲          | ۲          |            |  |  |       |       |       |       |  |
|  |                       |               | پاختاکور              | ۰             | ۰ | ۰                     |            |            |            |            |  |  |       |       |       |       |  |
|  | الوحده                | ۱             | پاختاکور              | ۰             | ۰ | ۰                     | ۰          | ۱          |            |            |  |  |       |       |       |       |  |
|  | الوحده                | ۱             |                       |               |   |                       |            |            |            |            |  |  |       |       |       |       |  |
|  | پاختاکور              | ۱             | ۴                     | ۵             |   |                       |            |            |            |            |  |  |       |       |       |       |  |

### یک‌چهارم نهایی
بازی‌های رفت در ۱۴ و ۱۵ سپتامبر و بازی‌های برگشت در ۲۱ و ۲۲ سپتامبر ۲۰۰۴ برگزار شد.
| تیم ۱                 | نتیجه نهایی | تیم ۲                 | بازی رفت | بازی برگشت |
| --------------------- | ----------- | --------------------- | -------- | ---------- |
| العین                 | ۱–۵         | چونبوک هیوندای موتورز | ۰–۱      | ۱–۴        |
| دالیان شیده           | ۱–۲         | الاتحاد               | ۱–۱      | ۰–۱        |
| الوحده                | ۱–۵         | پاختاکور              | ۱–۱      | ۰–۴        |
| سئونگنام ایلهوا چونما | ۱۱–۲        | الشارجه               | ۶–۰      | ۵–۲        |

#### مسابقات
| العین | ۰–۱ | چونبوک هیوندای موتورز |
| ----- | --- | --------------------- |
|       |     | گومز ۹۰+۳'            |

| چونبوک هیوندای موتورز                                               | ۴–۱ | العین    |
| ------------------------------------------------------------------- | --- | -------- |
| نامکونگ دو ۵۳' · پاولو رینک ۶۹' · گومز ۹۰+۱' · پارک دونگ-هیوک ۹۰+۳' |     | یسلم ۸۸' |

چونبوک هیوندای موتورز در مجموع ۵–۱ برنده شد.
| دالیان شیده | ۱–۱ | الاتحاد    |
| ----------- | --- | ---------- |
| ژو جی ۶۶'   |     | سارویچ ۲۵' |

| الاتحاد | ۱–۰ | دالیان شیده |
| ------- | --- | ----------- |
| تکر ۶۸' |     |             |

الاتحاد در مجموع ۲–۱ برنده شد.
| الوحده     | ۱–۱ | پاختاکور |
| ---------- | --- | -------- |
| کوتوان ۱۰' |     | مگدف ۸۵' |

| پاختاکور                                          | ۴–۰ | الوحده |
| ------------------------------------------------- | --- | ------ |
| سولیف ۲۱' · شیشموف ۴۴'، ۹۰' · سالم ۸۶' (گل‌به‌خودی) |     |        |

پاختاکور در مجموع ۵–۱ برنده شد.
| سئونگنام ایلهوا چونما                                                                       | ۶–۰ | الشارجه |
| ------------------------------------------------------------------------------------------- | --- | ------- |
| کیم دو-هون ۲۰' · لی کی-هیونگ ۴۹' · دودو ۵۲'، ۶۵' (پنالتی) · دو جائه-جون ۸۱' · لاکتیونوف ۸۹' |     |         |

| الشارجه                 | ۲–۵ | سئونگنام ایلهوا چونما                                       |
| ----------------------- | --- | ----------------------------------------------------------- |
| ندایه ۴۴' · اندرسون ۶۶' |     | دودو ۱۱'، ۲۵' · ماکیدو ۲۰' · کیم دو-هون ۳۲' · لاکتیونوف ۷۴' |

سئونگنام ایلهوا چونما در مجموع  ۱۱–۲ برنده شد.

### نیمه نهایی
بازی‌های رفت در تاریخ‌های ۱۹ و ۲۰ اکتبر و بازی‌های برگشت در تاریخ‌های ۲۶ و ۲۷ اکتبر ۲۰۰۴ برگزار شدند.
| تیم ۱                 | نتیجه نهایی | تیم ۲                 | بازی رفت | بازی برگشت |
| --------------------- | ----------- | --------------------- | -------- | ---------- |
| الاتحاد               | ۴–۳         | چونبوک هیوندای موتورز | ۲–۱      | ۲–۲        |
| سئونگنام ایلهوا چونما | ۲–۰         | پاختاکور              | ۰–۰      | ۲–۰        |

#### مسابقات
| الاتحاد                | ۲–۱ | چونبوک هیوندای موتورز |
| ---------------------- | --- | --------------------- |
| نور ۲۷' · المنتشری ۸۷' |     | بوتی ۸۵'              |

| چونبوک هیوندای موتورز | ۲–۲ | الاتحاد                          |
| --------------------- | --- | -------------------------------- |
| رینک ۳۲' · بوتی ۴۳'   |     | تیچیکو ۶۸' (پنالتی) · المولد ۸۹' |

الاتحاد در مجموع ۴–۳ برنده شد.
| سئونگنام ایلهوا چونما | ۰–۰ | پاختاکور |
| --------------------- | --- | -------- |
|                       |     |          |

| پاختاکور | ۰–۲ | سئونگنام ایلهوا چونما     |
| -------- | --- | ------------------------- |
|          |     | کیم دو-هون ۳۷' · دودو ۵۶' |

سئونگنام ایلهوا چونما در مجموع ۲–۰ برنده شد.

### فینال
بازی رفت در ۲۴ نوامبر و بازی برگشت در ۱ دسامبر ۲۰۰۴ برگزار شد.
| تیم ۱   | نتیجه نهایی | تیم ۲                 | بازی رفت | بازی برگشت |
| ------- | ----------- | --------------------- | -------- | ---------- |
| الاتحاد | ۶–۳         | سئونگنام ایلهوا چونما | ۱–۳      | ۵–۰        |

#### مسابقات
| الاتحاد | ۱–۳ | سئونگنام ایلهوا چونما                              |
| ------- | --- | -------------------------------------------------- |
| تکر ۲۸' |     | لاکتیونوف ۲۶' · کیم دو-هون ۸۰' · جانگ هاک-یانگ ۸۸' |

| سئونگنام ایلهوا چونما | ۰–۵ | الاتحاد                                               |
| --------------------- | --- | ----------------------------------------------------- |
|                       |     | تکر ۲۹' · ادریس ۴۵+۴' · نور ۵۶'، ۷۸' · ابو شقیر ۹۰+۵' |

الاتحاد در مجموع ۶–۳ برنده شد.

## برترین گلزن
- کیم دو-هون (از تیم سئونگنام ایلهوا چونما) (۹ گل) (آقای گل)

## قهرمان
| قهرمان لیگ قهرمانان آسیا ۲۰۰۴ |
| ----------------------------- |
| الاتحاد                       |
| اولین قهرمانی                 |